# Arnold Machin
Pour les articles homonymes, voir machin.
Arnold Machin (30 septembre 1911 à Stoke-on-Trent - 9 mars 1999 à Eccleshall, Staffordshire) est un artiste, sculpteur et dessinateur britannique de pièces de monnaie et de timbres-poste, dont les type Machin en usage depuis 1967.

## Biographie
À l’âge de 14 ans, il entre comme apprenti aux poteries Minton pour y faire la décoration des pièces. Il apprend la sculpture à l'école des arts de Stoke-on-Trent, puis travaille aux poteries de Derby. Il rejoint finalement l'Académie royale d'art de Londres. Objecteur de conscience pendant la Seconde Guerre mondiale, il retourne en 1945 à la sculpture et crée des céramiques aujourd'hui célèbres. Il est élu en 1946 membre associé de l'académie royale et devient maître de sculpture de 1959 à 1966, académicien en 1956 et Compagnon de la Société royale des sculpteurs britanniques. À partir de 1951, il est tuteur au Royal College of Art.

Avers de la pièce décimale de £1 dessinée par A. Machin.

En 1963, Machin est choisi pour concevoir l'effigie d'Élisabeth II sur les nouvelles pièces décimales, introduites en 1968. Cette effigie sert jusqu'en 1984.
En 1966, Machin se voit demander de préparer un projet pour une nouvelle série de timbres d'usage courant pour remplacer le type Wilding. La reine finit par accepter le type Machin dont les premiers timbres sont émis le 5 juin 1967.
Pour le quarantième anniversaire de l'utilisation ininterrompue des timbres au type Machin, le portrait de l'artiste apparaît sur un des quatre timbres du bloc commémoratif émis le 5 juin 2007.

## Famille
Arnold Machin épouse Patricia Newton, une peintre.
Leur fils unique Francis (né le 19 novembre 1949 et mort le 15 avril 2007) est un architecte, passionné par la création de jardins en adéquation avec les bâtiments commandés, et la reconversion en vieux bâtiments au lieu de leur destruction. Dans le prolongement du travail de son père, il achève la création en 2002 d'une fondation venant en aide aux étudiants des arts figuratifs, la Machin Arts Foundation.
Pour le 40e anniversaire du type Machin, en 2007, Francis Machin réalise une sculpture en bas-relief de son défunt père pour la frappe d'une médaille commémorative.
Après la mort de Francis, les biens d'Arnold Machin se trouvant dans sa maison sont vendus aux enchères en septembre et octobre 2008 par Cuttlestones. Parmi elles, est retrouvé le quatrième des plâtres connus de Machin ayant servi à la conception de la série de timbres de 1967, les trois autres se trouvant dans les archives de la Royal Mail.